# プレシャス・タイム
『プレシャス・タイム』 (Precious Time) は、アメリカ合衆国のロック歌手パット・ベネターが1981年に発表した、3作目のスタジオ・アルバム。

## 背景
「見つめあう夜」は、ベネターが後の夫でもあるギタリスト、ニール・ジェラルドと共作した曲の一つで、ジェラルドによれば、2人で共作した曲の大部分は、まずジェラルドが曲を作り始め、それにベネターが手を加えていたが、この曲はベネターが先に作り始めたという。タイトル曲はビリー・スタインバーグが提供した曲で、歌詞はスタインバーグの母親に捧げられている。

## 反響・評価
母国アメリカでは1981年8月15日付のBillboard 200で1位を獲得し、自身唯一の全米1位獲得アルバムとなった。また、本作からは「ファイアー・アンド・アイス」（全米17位）、「見つめあう夜」（全米38位）がシングル・ヒットし、「ファイアー・アンド・アイス」は第24回グラミー賞で最優秀女性ロック・ボーカル・パフォーマンス賞を受賞して、自身2度目のグラミー受賞を果たした。
ニュージーランドでは前2作に引き続きトップ10入りを果たし、1981年9月20日付のアルバム・チャートで初登場2位となり、合計22週トップ50入り（うち8週はトップ10入り）するヒットとなった。日本では自身初のオリコンLPチャート入りを果たし、14週トップ100入りして最高42位を記録した。
Rob Theakstonはオールミュージックにおいて5点満点中3.5点を付け「定式を保ってはいるが、最初の2作にあったソングライティング面での魅力に欠けている」「ビートルズの"Helter Skelter"の魅力的なカヴァーを除けば、何の新鮮味もない」と評している。

## 収録曲
1. 見つめあう夜 "Promises in the Dark" (Neil Giraldo, Pat Benatar) – 4:49
2. ファイアー・アンド・アイス "Fire and Ice" (Tom Kelly, Scott St. Clair Sheets, P. Benatar) – 3:21
3. 愛を確かめたい "Just Like Me" (Rick Dey, Roger Hart, Terry Melcher) – 3:30
4. プレシャス・タイム "Precious Time" (Billy Steinberg) – 6:02
5. タフ・ライフ "It's a Tuff Life" (N. Giraldo) – 3:19
6. 恋の終り "Take It Any Way You Want It" (Martin Briley, N. Giraldo) – 2:49
7. 魔性の少年 "Evil Genius" (N. Giraldo, P. Benatar) – 4:36
8. ハード・トゥ・ビリーヴ "Hard to Believe" (N. Giraldo, Myron Grombacher) – 3:27
9. ヘルター・スケルター "Helter Skelter" (John Lennon, Paul McCartney) – 3:51

## 参加ミュージシャン
- パット・ベネター - ボーカル
- ニール・ジェラルド - ギター、12弦ギター、シンセサイザー、オルガン
- スコット・セント・クレア・シーツ - ギター
- ロジャー・キャップス - ベース
- マイロン・グロムバッカー - ドラムス
- アラン・パスクァ - ピアノ(on #1, #7)
- キース・オルセン - タンブリン(on #2)、シェイカー(on #8)
- ゲイリー・ハービグ、ジョエル・ペスキン、ラリー・ウィリアムズ、トム・スコット - テナー・サクソフォーン(on #7)